# Admiral Winterfeldts Stiftelse
Admiral Winterfeldts Stiftelse, blev stiftet i 1812 med 3 bygninger, en i Hindegade 9 (før Hoppenslænge; her begyndte virksomheden) og to i Klerkegade 25 og 29. Den blev stiftet 1805 af admiral Jørgen Balthazar Winterfeldt. Af fundatsen fremgår at: Stiftelsens hensigt og formaal er: deels, at adskillelige (saa mange som mueligt) trængende, men dog ej aldeles forarmede, og i øvrigt moralsk gode, sparsomme og vindskibelige Familier, kunne erholde passende og beqvemme Boliger, for en taalelig Leje, og deels, at værdige gamle Enkers tunge Kaar i Alderdommens ublide Dage, ved Stiftelsens Understøttelse kunde formildes.
Fundatsen er af 3. februar 1812, hvor stiftelsen fik navnet Trøstens Bolig (NB: navnet er også brugt om Soldins Stiftelse), og den blev kongeligt stadfæstet 18. februar 1812. 
Efterfølgende er stiftelsen udskilt i to separate stiftelser, dels Fonden Admiral J.B. Winterfeldts Stiftelse, som ejer ejendommen i Hindegade 9, som er indrettet med lejeboliger; (bestyrelse på 6 medlemmer) og dels andelsboligforeningen  A/B Admiral Winterfeld Stiftelsen som administrerer ejendommen Klerkegade 25. Bygningerne (i 4 og 5 stokværk) har 81 boliger til en tålelig leje for familier af håndværker- og arbejderklassen, hvorhos 45 enker og ældre piger nyder legater. Stiftelsen ejer, foruden bygningerne, kapitaler og legater. Bestyrelsen (5 medlemmer) supplerer sig selv.